# Ri Hung-ryong
Ri Hung-ryong (22 settembre 1988) è un calciatore nordcoreano, attaccante del Wolmido.